# Török Áramlat

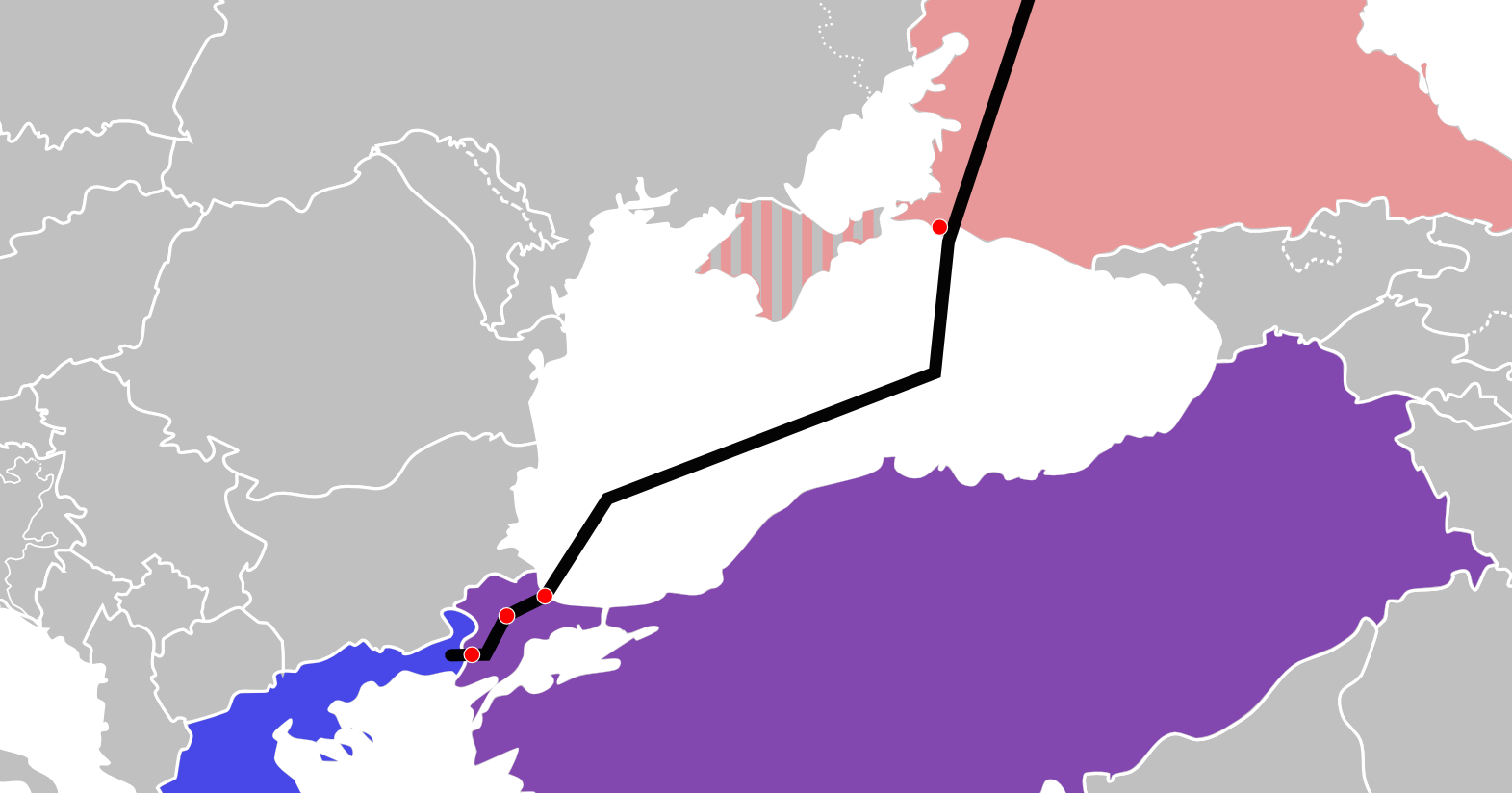
A Török Áramlat nyomvonala

A Török Áramlat (orosz nyelven Турецкий поток [Tureckij potok], török nyelven Türk Akımı) a Fekete-tengeren keresztül vezető csővezeték, amelyen Oroszország szállít földgázt Törökországba és onnan tovább néhány másik európai országba, köztük Magyarországra is.

## Jellemzői
A csővezeték teljes hossza 1100 km – ebből 935 km a tenger alatti szakasz –, és két párhuzamosan futó vezeték-szálból (vagy két ágból) áll. A csövek átmérője 81 cm (32 hüvelyk), a csőfal vastagsága 4 cm. A két ág összesen évi 31,5 (2 × 15,75) milliárd köbméter kapacitású. A tenger alatti gáztovábbításhoz szükséges nyomást az Anapa melletti „Russzkaja” kompresszorállomás állítja elő.
A törökországi csatlakozó csőpár egyik szála Isztambul, Bursa és İzmir energiaellátásához járul hozzá, a szállított gáz Törökország 2020-as éves gázfogyasztásának mintegy 25 százalékát fedezi. Ez a Botaş török állami kőolaj- és földgázvállalat tulajdona. A másik, Európába tartó 180 kilométeres vezeték a Gazprom és a Botaş által 50-50%-os részesedéssel létrehozott vegyesvállalaté. 

## Építése

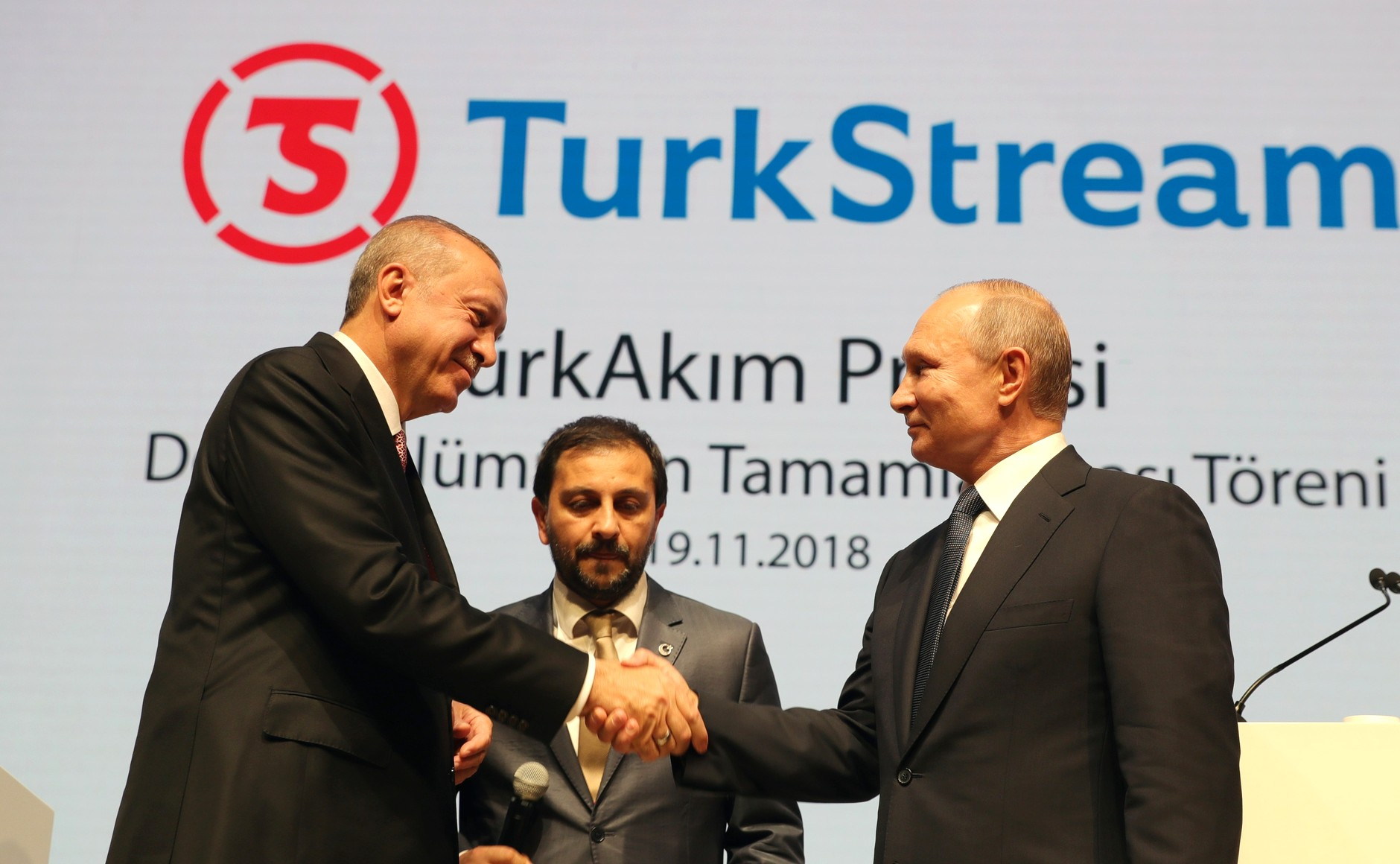
Erdoğan és Putyin találkozója 2018. november 19-én

A munkát 2015 júniusában szándékoztak megkezdeni, de politikai okokból a gázvezeték megépítésére vonatkozó kormányközi megállapodást csak 2016. október 10-én írták alá. Hivatalosan 2017. február 21-én kezdődött meg az építkezés. A tengeri szakasz építését a Gazprom orosz gázipari cég az orosz partoknál, Anapa üdülőváros (Krasznodari határterület) körzetében kezdte el 2017. május 7-én és Törökország európai partjánál,  Kıyıköy településénél (Kırklareli tartomány) 2018. november 19-én fejezte be. Isztambulból Vlagyimir Putyin orosz és Recep Tayyip Erdoğan török elnök videohívással kapcsolódott a tengeri szakasz befejezésének ünnepségéhez. A tenger alatti szakaszt 2019 októberében kezdték feltölteni és 2020. január 8-án helyezték üzembe.
A munkálatok mindkét parton a csatlakozó szakaszok kiépítésével folytatódtak. 2021 januárjában megnyitották a Török Áramlat szerbiai szakaszát, a Balkáni Áramlatot.